# Venturi-cső
A Venturi-cső csővezetékbe épített szűkítő elem, egy fokozatosan csökkenő keresztmetszetű, kúpos konfúzorból egy rövid állandó keresztmetszetű csődarabból majd utána  egy fokozatosan növekvő keresztmetszetű diffúzorból áll. A Venturi cső középső részén, a torokban a közeg statikus  nyomása kisebb, mint a két végén. Ezt a jelenséget legtöbbször a csőben áramló közeg térfogatáramának mérésére használják. Venturi csövet építenek a sugárszivattyúkba is.

## Elmélete
Összenyomhatatlan közegre Bernoulli törvénye alapján felírható a Venturi-cső egyes pontjain a sebesség és nyomás összefüggése:

Venturi cső vázlata

{\displaystyle {\frac {v_{1}^{2}}{2}}+{\frac {p_{1}}{\rho }}={\frac {v_{2}^{2}}{2}}+{\frac {p_{2}}{\rho }}},
ahol 
{\displaystyle v_{1},v_{2}} a közeg sebessége az 1 és 2 pontban,
{\displaystyle p_{1},p_{2}} a közeg statikus nyomása az 1 és 2 pontban,
{\displaystyle \rho } pedig a közeg sűrűsége.
A folytonosság törvénye szerint:
{\displaystyle v_{1}\cdot A_{1}=v_{2}\cdot A_{2}},
ahol
{\displaystyle A_{1},A_{2}} a cső keresztmetszete az 1 és 2 pontban.
Bevezetve a szűkítési viszonyt:
{\displaystyle m={\frac {A_{2}}{A_{1}}}}
írható:
{\displaystyle v_{1}=v_{2}\cdot m},
és ezzel:
{\displaystyle v_{2}={\sqrt {\frac {2(p_{1}-p_{2})}{\rho (1-m^{2})}}}}

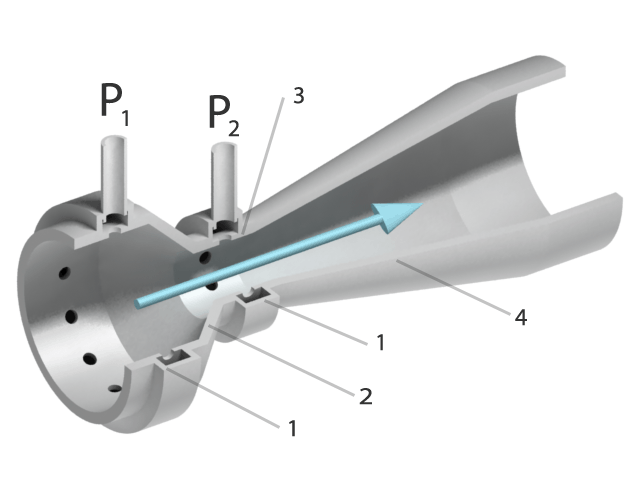
Venturi-cső metszete

A térfogatáram pedig ideális viszonyok esetén:
{\displaystyle q_{v}=A_{2}{\sqrt {\frac {2(p_{1}-p_{2})}{\rho (1-m^{2})}}}}

## Valóságos közegek esete

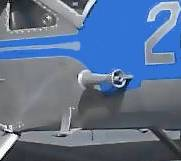
Venturi-cső repülőgépen

Valóságos viszonyok esetén a belső súrlódás következtében a viszonyok az ideális esettől eltérőek. További eltérést jelent, hogy a fenti összefüggések hallgatólagosan feltételezik, hogy a közeg sebessége a keresztmetszetek mentén állandó. Tapasztalati adatok alapján a következő képlettel számolnak:
{\displaystyle q_{v}=\alpha \epsilon A_{1}{\sqrt {\frac {2(p_{1}-p_{2})}{\rho _{1}}}}},
ahol
{\displaystyle \alpha }, dimenzió nélküli átfolyási szám,
{\displaystyle \epsilon }, dimenzió nélküli expanziós szám, melynek értéke folyadékok esetén {\displaystyle \epsilon =1}
Az átfolyási szám értéke a Reynolds-számtól és az m szűkítési viszonytól függ.